# パラシテラ
パラシテラ Parasitella は、接合菌ケカビ目のカビの一つ。ケカビ属のものに似ているが、ケカビなどを宿主とする条件的寄生菌である。その寄生性には独特な点がいくつか知られる。

## 概説
パラシテラはただ1種、P. parasitica のみが知られる。ケカビに非常によく似たカビで、無性生殖器官では区別できないが、有性生殖器官には接合子嚢柄に突起を持つというはっきりした特徴があり、別属とされる。
ケカビなどに寄生して発見されるが、通常の培地でも培養が可能である。適合する宿主と共にある場合には宿主菌糸に対して菌糸を伸ばして付着し、その場所には双方の菌糸から構成される膨らみが出来る。
この菌は自家不和合性であるが、その寄生対象は交配可能な型のものであることが知られており、また寄生を通じて遺伝子の移動が起きていることが報告されている。

## 特徴
以下に唯一の種である P. parasitica の特徴を説明する。
純粋培養ではコロニーは白くて密で、菌糸は細くて華奢に立ち上がり、高さ15mmほどになる。胞子嚢柄は細くて分枝があり、長さは10mmになる。胞子嚢は球形で白から後に灰色になり、30-50μm、時に70μmに達する。胞子嚢の中心には球形から卵形の柱軸がある。胞子嚢胞子は楕円形から円柱形で2.8-4×4-7μm。
単体ではムコール・ヒエマリス Mucor hiemalis とほとんど区別できず、違いとしてはわずかにコロニーが白っぽいことと成長がやや遅いことくらいである。
有性生殖は接合胞子嚢の形成による。接合胞子嚢は球形で径50-70μm、濃く色づいて表面には多くの突起がある。支持する枝は向き合う型で、ほぼ同大。これらの特徴もケカビ属のものに共通する。ただし、大きく異なる点として、両方の支持柄に少数の指状の突起を有する。それらは接合胞子嚢に向かうように伸びるが、それを覆うほどの長さはない。
このカビは自家不和合性であり、適合する株同士が出会わなければ形成されない。またケカビ類の宿主の存在下でのみ形成され、少なくとも交接する株の片方が宿主を持っている必要がある。

## 生態
ケカビ類に寄生する。ただし、単独でも通常の培地でよく育つので、条件的寄生菌と言われる。適合する宿主と接触した場合、多数の菌糸をその菌糸にのばし、その接触点にはふくらみ（ゴール）が形成される。
宿主とされるのは同じケカビ目の菌に限られる。以下のようなものが知られる。
- Absidia ユミケカビ・Mucor ケカビ・Rhizopus クモノスカビ・Zygorhynchus ツガイケカビ・Pilaira ピライラ ・Thamnidium エダケカビ・Chaetostylum ハリエダケカビ・Choanephora コウガイケカビ

また次のものは宿主にならないとされる。
- Phycomyces ヒゲカビ・Pilobolus ミズタマカビ・Helicostylum マキエダケカビ・Cunninghamella クスダマカビ

### 寄生のあり方
このカビの寄生の詳細は、ユミケカビの1種 Absidia glauca との例では、以下のようなものである。
両者の接触は基質より上、気中菌糸の間で起こる。
- 寄生者の菌糸が宿主の菌糸に触れると、まずその菌糸の先端がふくらみ、次にそのふくらみの基部に隔壁を生じる。これによって区切られた寄生菌の細胞を primary sikyotic cellという。
- primary sikyotic cell と宿主の菌糸が癒合する。これによって寄生者であるパラシテラの核が宿主菌糸に入り込む。同時に primary sikyotic cellに接する寄生菌の菌糸先端がふくらみ、 secondary sikyotic cell を形成する。
- primary sikyotic cell の側面から枝状突起を生じる。この枝状突起はやや secondary sikyotic cell を包むように伸び、また secondary sikyotic cell は膨大してゴールが形成される。
- secondary sikyotic cell は耐久胞子のような形に分化し（skyospore）、この胞子は好適な条件下で発芽する。

このように、この種の寄生では寄生者の細胞と宿主の細胞の間に細胞質の連絡を生じ、また寄生者の核が宿主内に移行するという特徴がある。

## 交配型との関係
この菌は自家不和合性であり、好適な株との間でなければ接合胞子嚢を形成できない。これはこの類ではよく見られることである。ただ、この類では雌雄の分化が見られないことが多く、この別を性別とは言わず、その代わりに適合するものを＋と－で表す。もちろん同種でなければ交配は出来ないが、異種であっても配偶子嚢形成など、接合の途中までは形成が見られる例があるため、種を超えてこのような＋と－の株の区別が指定できる。その場合、ヒゲカビが基準として使われる。このことは、この属にも適用できる。
ところが、面白いのはこのカビの場合、寄生対象とこの型が連携しているらしい点である。宿主がクモノスカビの場合、パラシテラの交配型がどちらであっても宿主としてどちらの方でも寄生が可能である。だが宿主がユミケカビ（A. glauca, A. caerulea）の場合、宿主が＋であればパラシテラは－株、宿主が－株の場合には＋株の場合だけ寄生が成立する。Burgeffはこの菌が宿主との間で作るゴールの形成過程が接合胞子嚢のそれに類似することなどから、この菌の寄生性が、他種との間で不完全な配偶子形成をしようとしたところに起源を持つと考えた。
また、この寄生を介してこの菌から宿主のユミケカビ Absidia glauca に遺伝子が流入しているらしいとの報告がある。

## 分類
本属には上記の1種のみが知られている。所属としては上記のようにケカビ属にきわめて類似しているが、有性生殖器官でははっきりと区別できるため、別属と認められた。ちなみに新種記載はケカビ属のもの(Mucor parasiticus)として行われた。シノニムに P. simplex がある。
上位分類としては、ケカビ属にもっとも類似しており、無性生殖器官はほぼ共通で、有性生殖器官に違いは認められるものの、基本的な構造は共通していると見える。そのため形態的特徴を重視した20世紀までの分類体系では当然のようにケカビ科に含めた。
しかしながら21世紀に入り、この類の分類体系は大きく見直された。分枝系統による系統樹では従来のケカビ科もケカビ属もバラバラの位置になり、たとえばO'Donnnell et al.(2001)では、このカビはMucor racemosus・M. circinelloides・バクセラ・クテニディア Backusella ctenidia・エリソミケス Ellisomyces anomalusと一つの分枝を形成している。O'Donnnell(2005)は科の所属を指定していない。生物学事典第5版の体系ではケカビ科に含めている。